# West-Bangka
West Banka (Indonesisch: Bangka Barat) is een regentschap (Indonesisch: kabupaten) in het noorden van het eiland Bangka in de Indonesische provincie Bangka-Belitung.

## Onderdistricten
Bangka Barat is opgedeeld in zes onderdistricten (kecamatan):
1. Jebus = 730,11 km² - 41.390 inwoners
2. Kelapa = 601,17 km² - 30.537 inwoners
3. Muntok = 469 km² - 45.523 inwoners
4. Simpang Teritip - 626,47 km² = 26.529 inwoners
5. Tempilang = 398,86 km² - 24.379 inwoners
6. Parittiga werd in het jaar 2011 onttrokken uit het district Jebus

Stadsgemeenten: Pangkal Pinang

Regentschappen: Bangka · Belitung · Centraal-Bangka · Oost-Belitung · Zuid-Bangka · West-Bangka